# 546. pehotni polk (Wehrmacht)
Za druge 546. polke glejte 546. polk.
546. pehotni polk (izvirno nemško Infanterie-Regiment 546) je bil eden izmed pehotnih polkov v sestavi redne nemške kopenske vojske med drugo svetovno vojno.

## Zgodovina
Polk je bil ustanovljen 27. januarja 1942 kot polk 8. vala kot Rheingold polk WK XIII na vadbišču Milowitz (pri Pragi) in dodeljen 389. pehotni diviziji.
15. oktobra istega leta je bil polk preimenovan v 546. grenadirski polk.